# Lagrand
Lagrand (en francès i occità) és un antic municipi de França de la regió de Provença-Alps-Costa Blava, al departament dels Alts Alps. Des del 1er de gener de 2016 es fusionada amb Aiguians e Sant Genís en el municipi nou de Garda Colomba.

## Demografia
| 1962                                       | 1968 | 1975 | 1982 | 1990 | 1999 | 2006 | 2013 |
| ------------------------------------------ | ---- | ---- | ---- | ---- | ---- | ---- | ---- |
| 230                                        | 230  | 229  | 212  | 221  | 268  | 295  | 266  |
| Des de 1962: població sense dobles comptes |      |      |      |      |      |      |      |

## Administració
| Període               | Identitat        | Partit                     |
| --------------------- | ---------------- | -------------------------- |
| 1953-2001             | Armand Barniaudy | Centre Democrata puish UDF |
| 2001-2014             | Marc Michel      |                            |
| 2014-desembre de 2015 | Edmond Francou   |                            |